# Freeport, Texas
Freeport là một thành phố thuộc quận Brazoria, tiểu bang Texas, Hoa Kỳ. Năm 2010, dân số của xã này là 12049 người.

## Dân số
- Dân số năm 2000: 12708 người.
- Dân số năm 2010: 12049 người.